# Lijst van wapens van Duitse deelgebieden
Dit artikel bevat een lijst van wapens van Duitse deelgebieden. Duitsland bestaat uit zestien deelstaten die elk een eigen wapen hebben.

## Wapens per deelstaat

### Baden-Württemberg

Klein wapen
Groot wapen
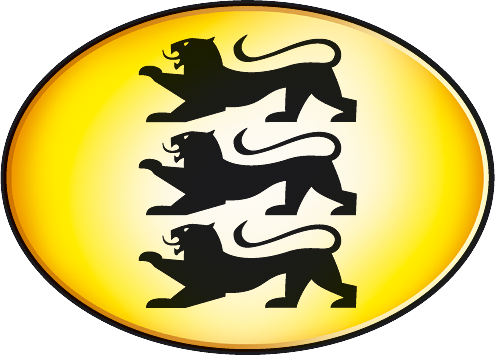
Zegel

### Beieren

Middelwapen
Groot wapen

### Berlijn

Middelwapen

### Brandenburg

Klein wapen

### Bremen

Klein wapen
Middelwapen
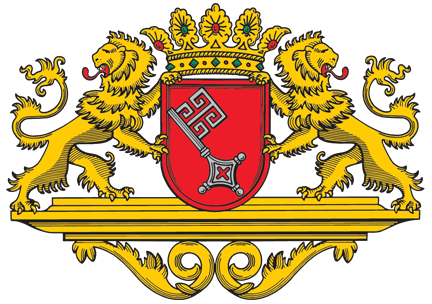
Groot wapen
Bremense sleutel

### Hamburg

Klein wapen
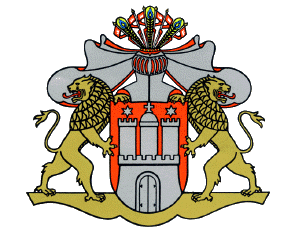
Groot wapen

### Hessen

Middelwapen

### Mecklenburg-Voor-Pommeren

Klein wapen
Groot wapen

### Nedersaksen

Klein wapen

### Noordrijn-Westfalen

Klein wapen

### Rijnland-Palts

Middelwapen

### Saarland

Klein wapen

### Saksen

Klein wapen
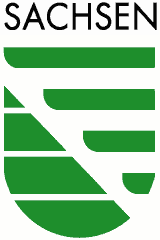
Zegel (modern)

### Saksen-Anhalt

Klein wapen

### Sleeswijk-Holstein

Klein wapen

### Thüringen

Klein wapen